# Guillermo Gornall
Guillermo Gornall Ávalos (* 31. August 1907; † 16. August 1975) war ein chilenischer Fußballspieler. Der Mittelfeldspieler lief in drei Länderspielen für Chile auf.

## Karriere

### Verein
Guillermo Gornall spielte mindestens von 1935 bis 1936 beim Hauptstadtklub Audax Italiano. Mit dem Verein gewann er die Meisterschaft 1936 und bildete bei diesem Erfolg mit Enrique Araneda und Guillermo Riveros die Mittelfeldlinie, die als «Stahllinie» bekannt wurde. Weiteres über seine Vereinskarriere ist nicht belegt.

### Nationalmannschaft
Guillermo Gornall debütierte beim Campeonato Sudamericano 1935 unter Trainer Pedro Mazullo bei der 1:4-Niederlage gegen Argentinien. Nach zwei weiteren Niederlagen gegen Uruguay und Peru landete der Mittelfeldspieler mit der La Roja auf dem vierten und letzten Turnierplatz. Die 0:1-Niederlage gegen Peru war zugleich das letzte Länderspiel für Gornall.

## Erfolge
Audax Italiano
- Chilenischer Meister: 1936